# معبد سوکن

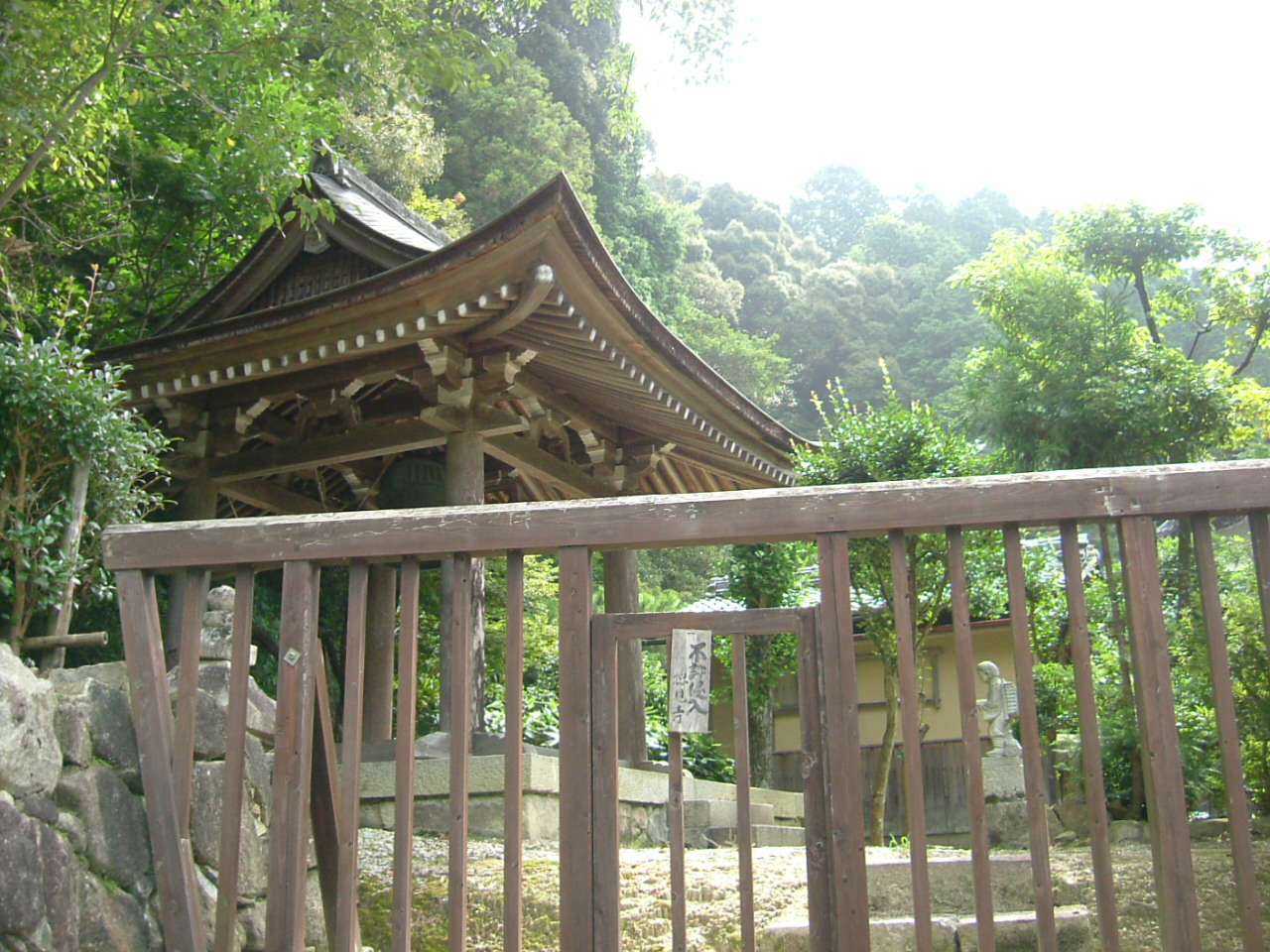
معبد سوکِن در نزدیکی ایستگاه آزوچی امروزی

معبد سوکِن (به ژاپنی: 摠見寺 Sōken-ji) معبد (پرستشگاه) فرقه رینزای، یکی از فرقه‌های ذن است. این معبد در منطقه اومیهاچیمان، شیگا، استان شیگا، ژاپن واقع شده‌است.
این معبد توسط اودا نوبوناگا به قلعه آزوچی دوره تنشو (دوره آزوچی–مومویاما) اهدا شد.
در ۱۶ نوامبر ۱۸۵۴، معبد سوکِن در طی یک آتش‌سوزی تصادفی از بین رفت.
پس از دوره میجی، این معبد در ویرانه‌های قلعه آزوچی بازسازی شد.